# منطقة بوده
بوده رمزها «BD» (بالإنجليزية: Boudh  (Bauda))‏ ، هو تقسيم إداري لدولة الهند تتبع ولاية أوريسا (بالإنجليزية: Orissa)‏ ، مركزها هو مدينة بوده (مدينة هندية) (بالإنجليزية: Boudh)‏ عدد سكانها حسب تعداد سنة 2001 هو 373,038 ، مساحتها 4,289 كم² وكثافة السكان 87 لكل كم² .